# Harley-Davidson
Harley-Davidson, «Харли-Дэвидсон» — американский производитель мотоциклов, базирующийся в городе Милуоки, штат Висконсин, с производственными мощностями в других регионах США и за пределами страны. Компания производит и продаёт тяжёлые мотоциклы, предназначенные для езды по шоссе. С 1982 года была сертифицированным поставщиком продукции военного назначения для Вооружённых сил США.
Особенность маркетинговой политики Harley — создание сообщества людей, лояльных именно к этой марке. Помимо мотоциклов, под брендом Harley-Davidson по лицензии выпускаются различные товары широкого потребления, включая одежду, обувь, мебель и посуду. Также каждый владелец любого из мотоциклов «Харли» имеет возможность вступить в созданное компанией сообщество владельцев мотоциклов этой марки (H.O.G. — Harley Owners Group). На сегодня H.O.G. — самый многочисленный клуб любителей мотоциклов в мире, насчитывающий более миллиона участников.

## История

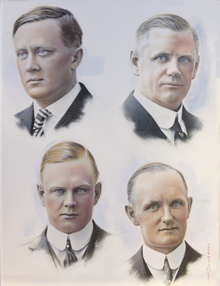
Основатели «Харли-Дэвидсон».
Вверху (слева направо) — Уильям Харли, Уильям Дэвидсон,
внизу (слева направо) — Артур Дэвидсон, Уолтер Дэвидсон ст.

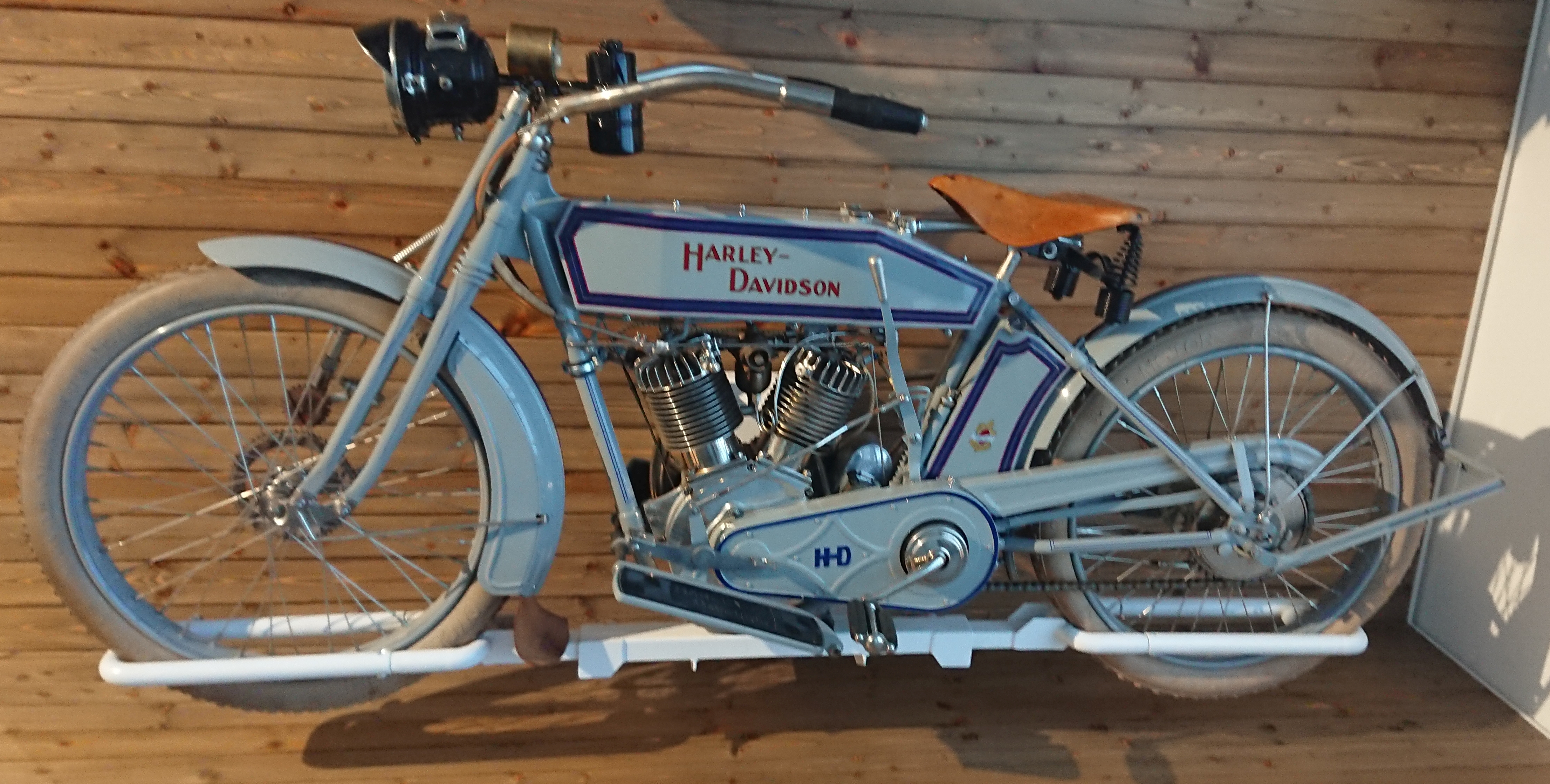
Harley-Davidson 10E, 1914 год

В начале 1901 года в Милуоки братья Артур, Уильям и Уолтер Дэвидсоны вместе с Уильям Харли занялись разработкой мотоцикла. В разработке мотора помог инженер Оле Эвинруд, один из пионеров американского моторостроения. К 1903 году был создан работоспособный прототип. В этом же году была основана компания Harley-Davidson Motor Company и собрано 3 мотоцикла на продажу. В следующие годы росло как производство, так и спрос на мотоциклы, к 1907 году компания начала размещать рекламу своей продукции.
В 1909 году была представлена новая модель с двухцилиндровым V-образным двигателем, способная развивать скорость до 100 км/ч. Мотоциклы Harley-Davidson начала применять полиция, а с началом Первой мировой войны компания получила крупный заказ на мотоциклы для армии США; за годы войны для пехоты было поставлено около 20 тыс. машин. В 1920-х годах компания внедрила такие инновации, как каплевидный бензобак (1925 год) и передний тормоз (1928 год). В 1921 году «Харли-Дэвидсон», за рулём которого был гонщик Отто Уолкер, впервые выиграл гонку, пройдя дистанцию со средней скоростью свыше 100 миль в час (160 км/ч). В то же время Генри Фордом было налажено массовое производство недорогих автомобилей, что значительно снизило спрос на мотоциклы. Великую депрессию в США пережили только 2 производителя мотоциклов — Harley-Davidson и Indian. В 1929 году было продано 21 тысяча мотоциклов Harley-Davidson, к 1933 году продажи упали до 3 тысяч. Harley-Davidson продолжала поставлять мотоциклы для полиции и армии, а также для почтовой службы, был начат экспорт в Канаду и Европу. В 1935 году производство мотоциклов в Японии было лицензировано японской компании Sankyo Seiyakyo Corporation, позже ставшей Rikuo Motorcycle.

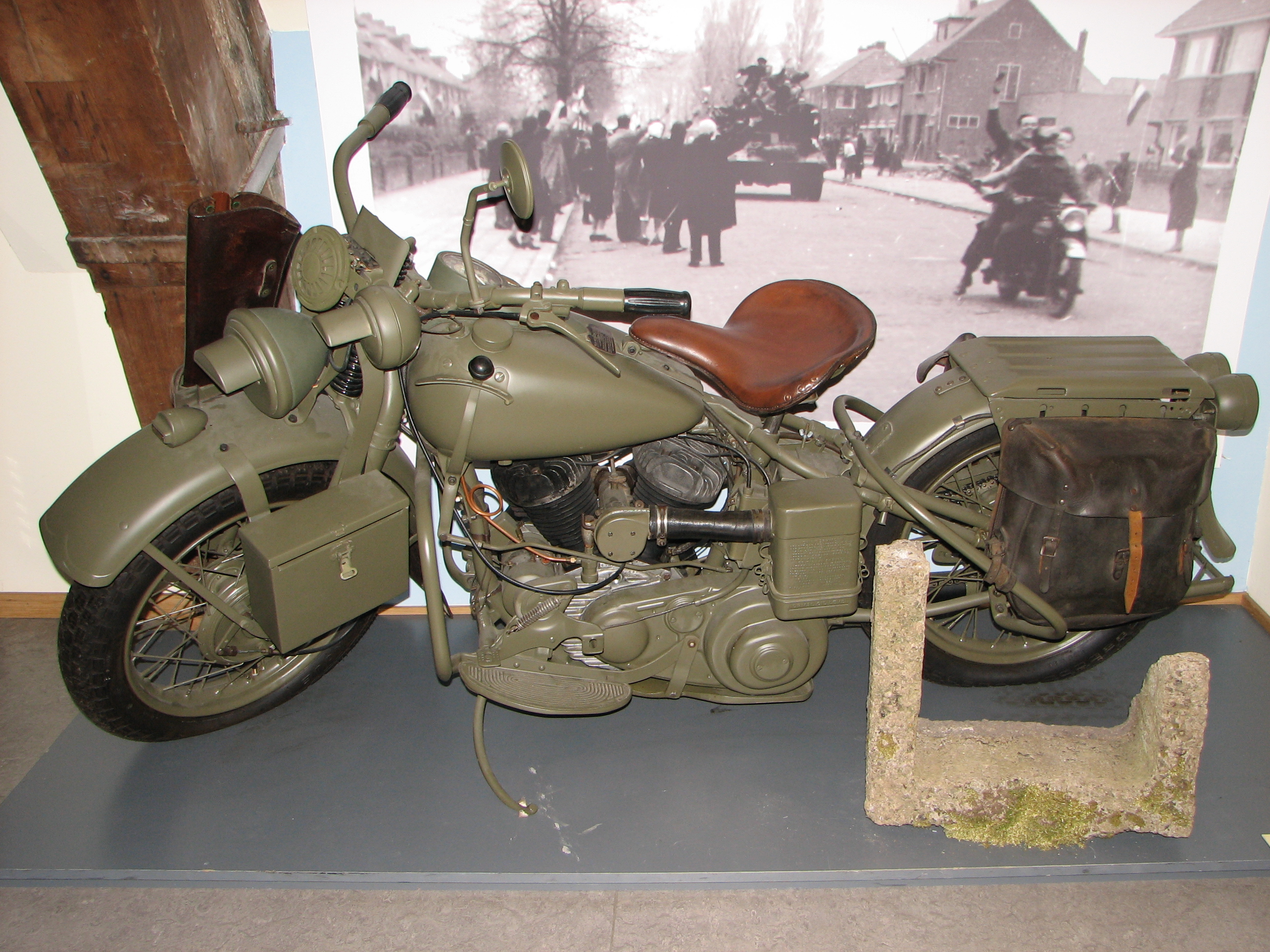
Harley-Davidson Liberator

Во время Второй мировой войны компания поставляла для вооружённых сил союзников мотоциклы модели WLA (мотоциклы канадского производства обозначались WLC), получившие прозвище Liberator (Освободитель). Мотоцикл имел двухцилиндровый V-образный нижнеклапанный двигатель объёмом 739 см³ и мощностью 23 л. с. Всего было изготовлено около 90 000 мотоциклов этой модели. В СССР по Ленд-лизу было поставлено 26 670 шт., что почти вдвое превышало количество всех советских мотоциклов, изготовленных за годы войны. Большая часть Harley-Davidson WLA в СССР оборудовались коляской от мотоцикла М-72 и задним сидением. Мотоцикл пользовался у советских солдат хорошей репутацией как надёжный и неприхотливый. В 1942 году была разработана уникальная модель XA 750 с горизонтальным оппозитным расположением цилиндров двигателя. Мотоцикл был специально предназначен для эксплуатации в условиях пустыни. Однако, в связи с завершением военных действий в Северной Африке, модель не пошла в широкое производство. Несколько важных элементов этой модели было позаимстовано у трофейных немецких мотоциклов BMW и Zündapp.

### Послевоенное время
После окончания войны производство гражданских мотоциклов было возобновлено. В 1947 году был куплен новый завод в городе Уоватосе (Висконсин), позже ставший центром разработки новых продуктов. В 1950-х годах на руководящие посты начали выходить члены второго поколения семей основателей. В 1953 году обанкротилась компания Indian, в результате Harley-Davidson стала единственной компанией в США по производству мотоциклов, конкуренцию ей в основном составляли британские мотоциклы, в частности, Vincent Motorcycles.

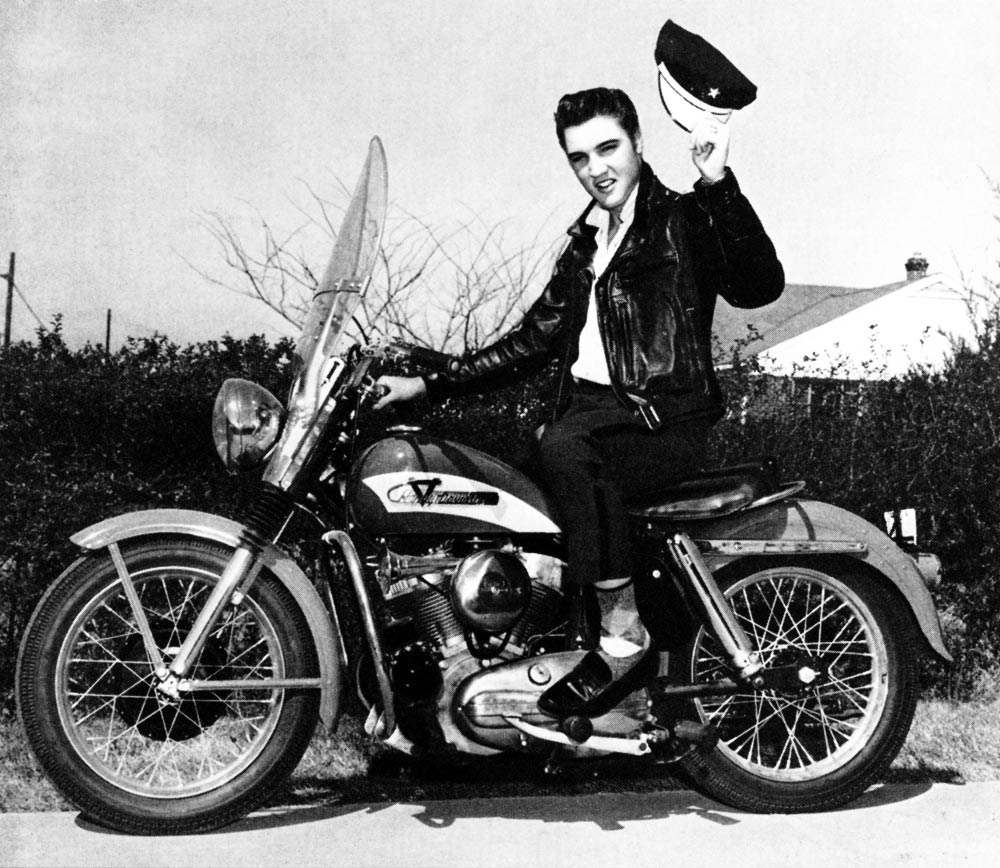
Элвис Пресли на мотоцикле марки Harley-Davidson. Рекламный плакат 1956 года

В 1956 году молодая восходящая звезда Элвис Пресли позирует для обложки мотоциклетного журнала Enthusiast на мотоцикле Harley-Davidson KH. В 1957 году была представлена новая модель Sportster, которая позднее стала родоначальником целого семейства мотоциклов Harley-Davidson. Это семейство существует в модельной линейке марки и по сей день. Конструкция, вдохновлённая спортивными достижениями Harley-Davidson, и двигатель объёмом 55 кубических дюймов (900 см3) сделали его известным, как один из первых «супербайков» своего времени. Вокруг этой модели сформировалась целая субкультура байкеров. В 1960 году была выпущена первая и единственная модель скутера Harley-Davidson Topper; также в этом году была куплена доля в итальянском производителе мотоциклов Aermacchi.
В 1965 году Harley-Davidson Motor Company стала публичной компанией. В 1969 году она была куплена корпорацией American Machine and Foundry (AMF). Финансовые ресурсы AMF помогли Harley-Davidson выдержать конкуренцию со стороны японских мотоциклов, которые начали поступать на рынок США. В 1971 году была представлена модель FX Super Glide. В 1974 году был открыт новый завод в Йорке (Пенсильвания). Однако расширение производства не дало возможность удешевить продукцию, а привело к падению качества и нехватке комплектующих и запчастей. В результате доля Harley-Davidson на рынке тяжёлых мотоциклов (с двигателем более 850 см³) в США сократилась с 80 % в 1969 году до 20 % в 1979 году. Всё большую популярность приобретали японские мотоциклы, в первую очередь Honda, которые были дешевле и надёжней.
В июне 1981 года менеджмент компании во главе с Воном Билсом выкупил Harley-Davidson у AMF за 81,5 млн долларов при финансовой поддержке Citicorp. Новое руководство, включавшее Уильяма Дэвидсона (внука одного из основателей), начало разработку новых моделей и обновление прежних, а также стало перенимать японские методы организации производства и контроля качества. В 1982 году компания добилась введения антидемпинговых таможенных пошлин на японские мотоциклы в размере 45 %. Это позволило Harley-Davidson начать увеличивать свою долю на рынке; 1982 год компания закончила с убытком в 25 млн долларов, а 1984 год — с прибылью 2,9 млн долларов на выручку 294 млн долларов. В 1984 году были представлены двигатель Evolution и первая модель мотоцикла серии Softail.
В 1983 году был создан Harley Owners Group (HOG), клуб владельцев мотоциклов Harley-Davidson; к концу 1980-х годов в нём было 100 тыс. членов. В 1986 году компания провела размещение своих акций и выпуск облигаций, на вырученные средства был куплен производитель автодомов Holiday Rambler. Также в 1986 году был получен военный заказ от правительства США на изготовление корпусов пятисотфунтовых авиабомб и корпусов жидкостных ракетных двигателей для самолётов-мишеней марки Beech AQM-37, MQM-107 и других.
В 1990 году оборот компании достиг 865 млн долларов, доля на рынке тяжёлых мотоциклов выросла до 62 % по сравнению с 16 % у ближайшего конкурента, Honda. В январе 1998 года начал работу завод в Канзас-Сити (Миссури) стоимостью 85 млн долларов; он был закрыт в 2018 году. Также в 1998 году открылось сборочное предприятие в Бразилии — первый завод Harley-Davidson за пределами США. Ещё одним событием 1998 года было приобретение контрольного пакета акций компании Buell. В 2001 году появилась модель V-Rod, первый мотоцикл Harley-Davidson с жидкостным охлаждением двигателя

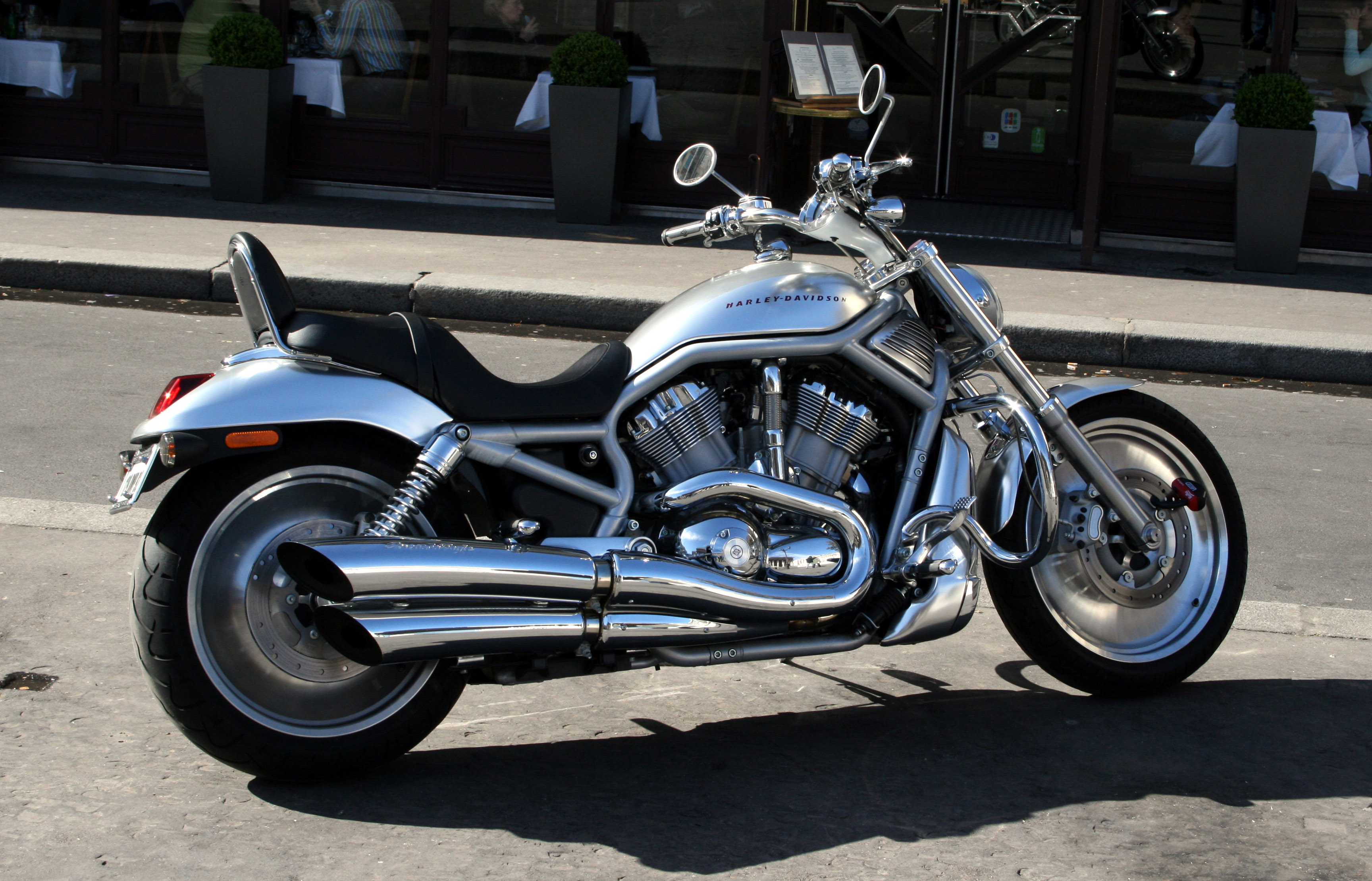
Harley-Davidson V-Rod

В 2008 году в Милуоки был открыт музей Harley-Davidson. Также в 2008 году компания выкупила у семьи Кастильони 100 % акций компании MV Agusta, которая производит мотоциклы под брендами MV Agusta и Cagiva; уже в следующем году она была продана. В июне 2014 года состоялась презентация первого электрического мотоцикла LiveWireLive. В феврале 2020 года ушёл в отставку Мэтт Левэтич (англ. Matt Levatich). С 2015 по 2020 год он задавал стратегию развития компании, в том числе программу More Roads to Harley-Davidson, включавшую внедрение электронных помощников, развитие направления небольшой кубатуры (250—500) и электротехники (в частности серия LiveWire и её производные). В марте 2020 года Harley-Davidson подала заявку на регистрацию 2 логотипов электрической двухколёсной техники. Первый логотип — насквозь проходящая молния через кольцо с надписью Harley Davidson. Второй логотип — щит с буквами HD, отличный от привычного логотипа Harley-Davidson, сквозь которые также проходит молния.
В феврале 2022 года Harley-Davidson отчиталась о резком увеличении выручки и неожиданной прибыли за четвёртый квартал минувшего года. Позитивный тренд задали туристические мотоциклы, а также новая модель Pan America. С 19 мая 2022 года из-за проблем с поставщиком запчастей Harley-Davidson на две недели приостановил производство и поставки всех моделей, кроме электромотоциклов LiveWire, в результате чего акции компании упали на 11 %.

## Собственники и руководство
Акции компании котируются на Нью-Йоркской фондовой бирже и в основном принадлежат институциональным инвесторам. По состоянию на 2025 год крупнейшими из них были Vanguard Fiduciary Trust Co. (10,07 %), H Partners Management, LLC (9,07 %), BlackRock Advisors LLC (8,43 %), Beutel, Goodman & Co. Ltd. (6,08 %), DFA Australia Ltd. (5,12 %), Boston Partners Global Investors, Inc. (5,06 %), Fidelity Management & Research Co. LLC (4,91 %), LSV Asset Management (4,31 %), American Century Companies (3,02 %). Рыночная капитализация по состоянию на май 2025 года составляла 3,15 млрд долларов; максимального значения она достигла в мае 2007 года — более 19 млрд долларов, а минимальной была в феврале 2009 года — 2,36 млрд долларов.
Йохен Цайц (Jochen Zeitz, род. 6 апреля 1963 года) — председатель совета директоров, президент и генеральный директор с 2020 года, член совета директоров компании с 2007 года. С 1993 по 2011 год возглавлял компанию Puma, с 2012 по 2016 год входил в руководство компании Kering.

## Деятельность
Подразделения компании по состоянию на 2024 год:
- Harley-Davidson Motor Company (HDMC) — производство и продажа мотоциклов, также продажа запчастей, аксессуаров, одежды, лицензирование бренда; выручка 4,12 млрд долларов;
- LiveWire — продажа электрических мотоциклов и электровелосипедов; выручка 26 млн долларов;
- Harley-Davidson Financial Services (HDFS) — кредитование дилеров и покупателей в США и Канаде; выручка 1,04 млрд долларов.

Дилерская сеть (независимая от компании) насчитывает 1224 точек, из них в США — 570, в Канаде — 48, в Европе — 314, в Азии — 263, в Латинской Америке — 29. В 2024 году было продано 151,2 тыс. мотоциклов, на США пришлось 63 % продаж, другими важными рынками были Канада, Япония, Австралия, Новая Зеландия и Китай. На категорию Grand American Touring пришлось 58 % продаж, на Cruiser — 31 %, на лёгкие и спортивные — 8 %, на Adventure Touring — 3 %. На рынке США в категории мотоциклов с объёмом двигателя более 601 см³ Harley-Davidson Motor Company занимала 37 %, в Европе — 5 %.
Большинство мотоциклов для американского рынка производятся на заводах в США (Меномони-Фолс и Томагавк в Висконсине, Йорк в Пенсильвании), также есть заводы в Таиланде (Районг) и Бразилии (Манаус). Главное конструкторское бюро находится в Уоватосе (Висконсин).
В списке крупнейших компаний США Fortune 1000 за 2024 год Harley-Davidson заняла 585-е место.

## Модельный ряд
Модельный ряд марки весьма разнообразен и включает в себя основные линейки мотоциклов: Street, Sportster, Softail, Touring, Trike. Кроме того существует ещё линейка специально доработанных мотоциклов заводским кастом-ателье CVO (Custom Vehicle Operations). Ключевым отличием моделей CVO являются ручная сборка, особенная графика и аксессуары, а также самый мощный двигатель объёмом 117 кубических дюймов (1,92 литра).
В каждой линейке есть мотоциклы с преобладанием тёмных тонов и минимумом хрома в отделке, так называемая линейка Dark Custom.

### Street

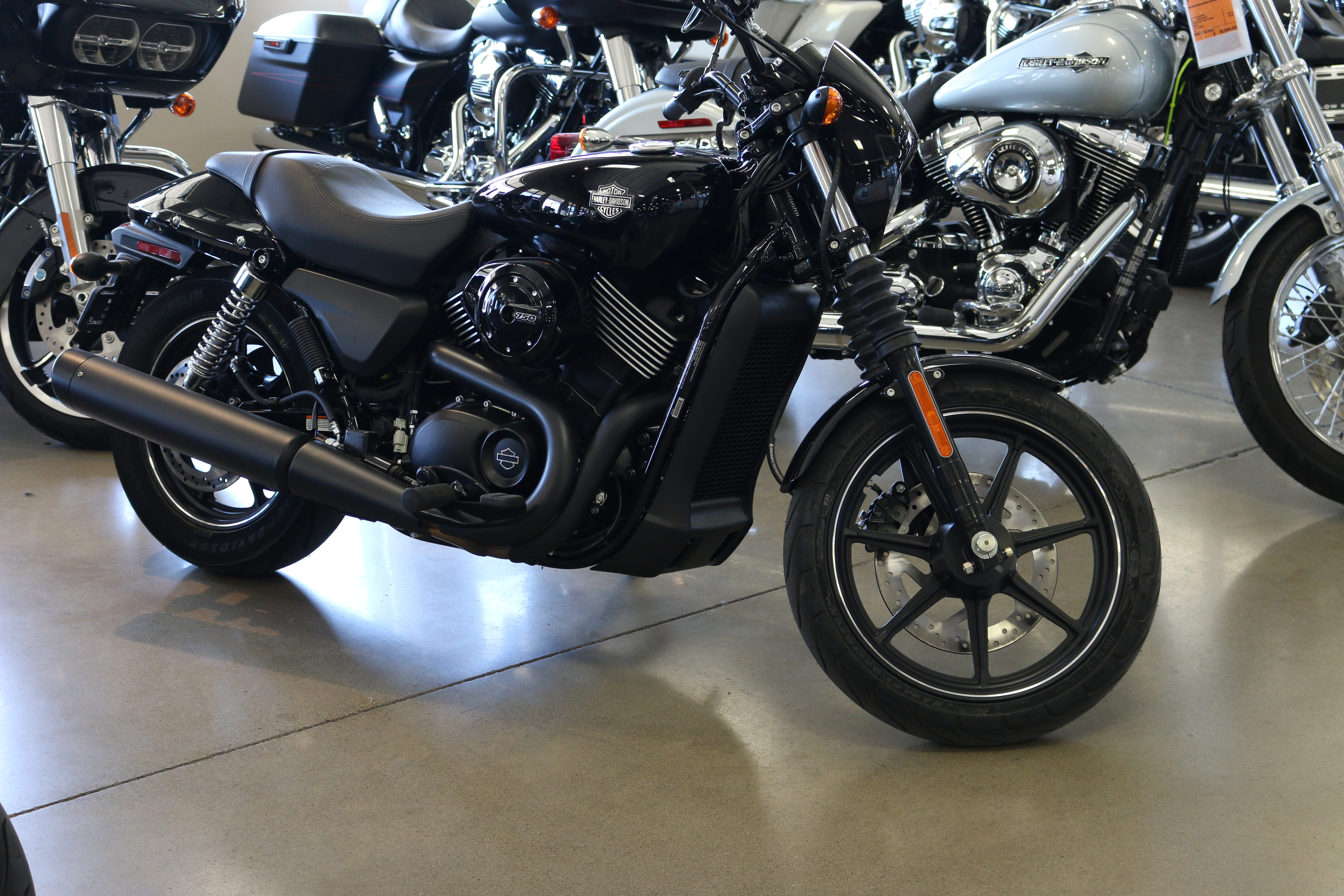
Harley-Davidson Street 750

Семейство Street появилось в конце 2013 года как ответ марки на потребности европейского и азиатского рынка в лёгком компактном мотоцикле для ежедневного передвижения в плотном городском трафике. Модель отличается компактными размерами и V-образным двухцилиндровым двигателем с водяным охлаждением. Ещё одной особенностью является нетрадиционная компоновка органов управления (рычаг управления сигналами поворота расположен на левой рукоятке, в прочих моделях кнопки включения поворотников разнесены на соответствующие рукоятки). Мотоцикл оснащается двумя двигателями, объёмом 500 и 750 см3. Однако на российский рынок будет поставляться только версия с 750-кубовым

### X-серия (Sportster)

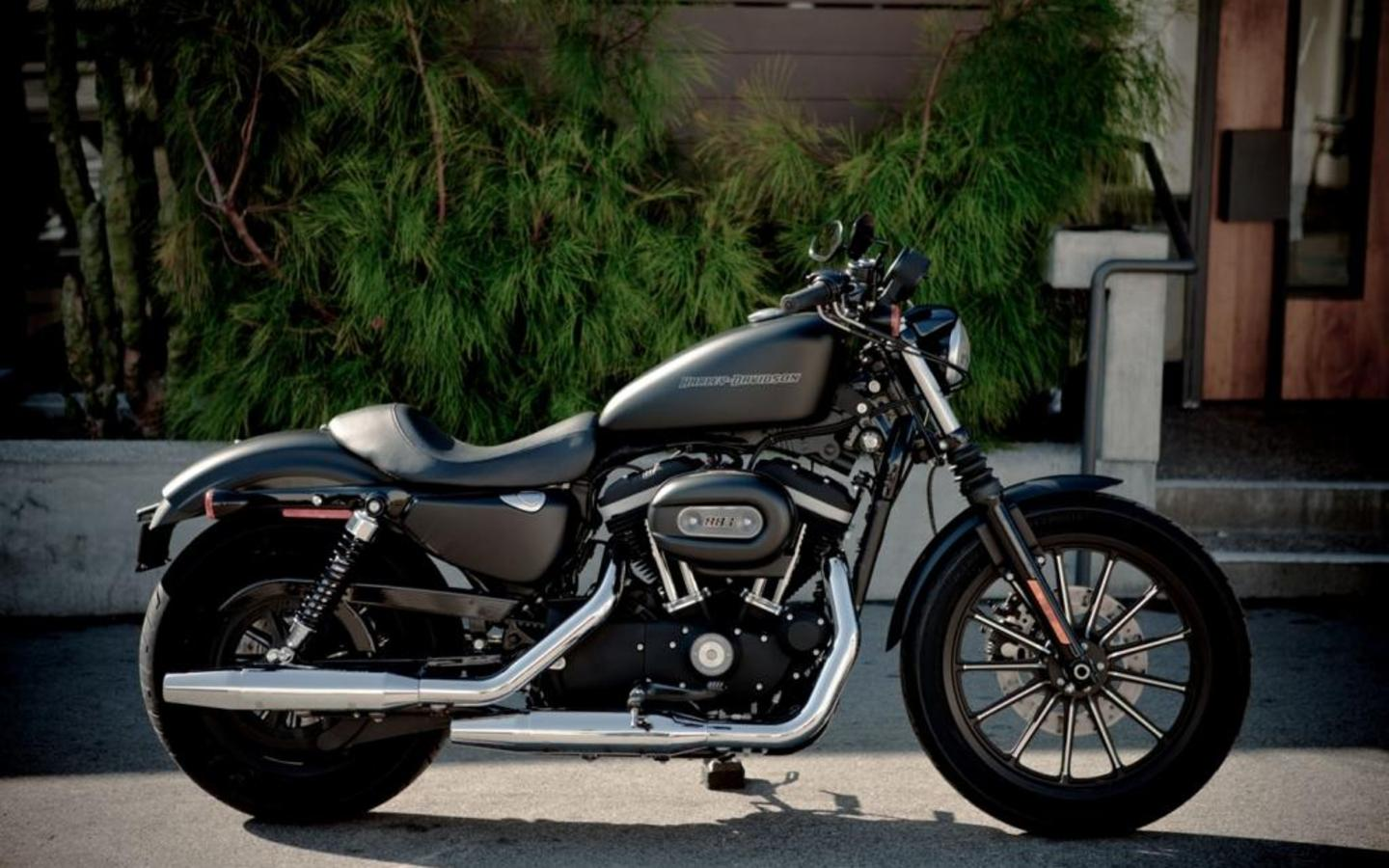
Harley-Davidson Sportster 883 Iron

Модели семейства Sportster выпускаются с двумя двигателями объёма 883 и 1200 см³. До появления семейства Street эту модель в модельном ряду Harley-Davidson можно было назвать Entry Level («входным уровнем»). Мотоциклы данной серии можно скорее отнести к классическим мотоциклам, а не круизерам. Небольшие размер и масса (в сравнении с другими мотоциклами марки) дают значительные динамические качества данной технике, особенно при форсировании мотора. Также, в отличие от мотоциклов семейства «Big Twin», для данных моделей характерно наличие общего картера (crank-case) для КПП, первичной передачи и двигателя, смазка первичной передачи и коробки переключения передач из общего картера. Смазка двигателя осуществляется по классической для H-D схеме «сухого картера» из отдельного маслобака.
Гамма семейства постоянно пополняется, в зависимости от компоновки и дополнительных аксессуаров, мотоцикл может служить для разных целей.

### F-серия (Big Twin)
Именно мотоциклы этой серии принесли компании мировую известность и ассоциируются с продукцией этой марки. В любом случае, это — большие мотоциклы, комплектующиеся флагманским мотором компании большого объёма, с сохранением множества архаичных черт, таких как нижневальный ГРМ с приводом клапанов толкателями с гидрокомпенсаторами, низкая степень форсировки, длинноходность (ход поршня больше, чем диаметр цилиндра), конструктивное разделение собственно мотора, первичной передачи (от коленвала к первичному валу КПП) и коробки передач, что позволяет обслуживать и менять каждый узел отдельно. С 2018 года таким мотором стал Milwaukee-Eight стандартным объёмом 107 куб. дюймов (1745 см³), опционально — с жидкостным охлаждением ГБЦ, впервые — с двумя свечами на каждый цилиндр, но по-прежнему с нижним расположением распредвалов.

#### Dyna

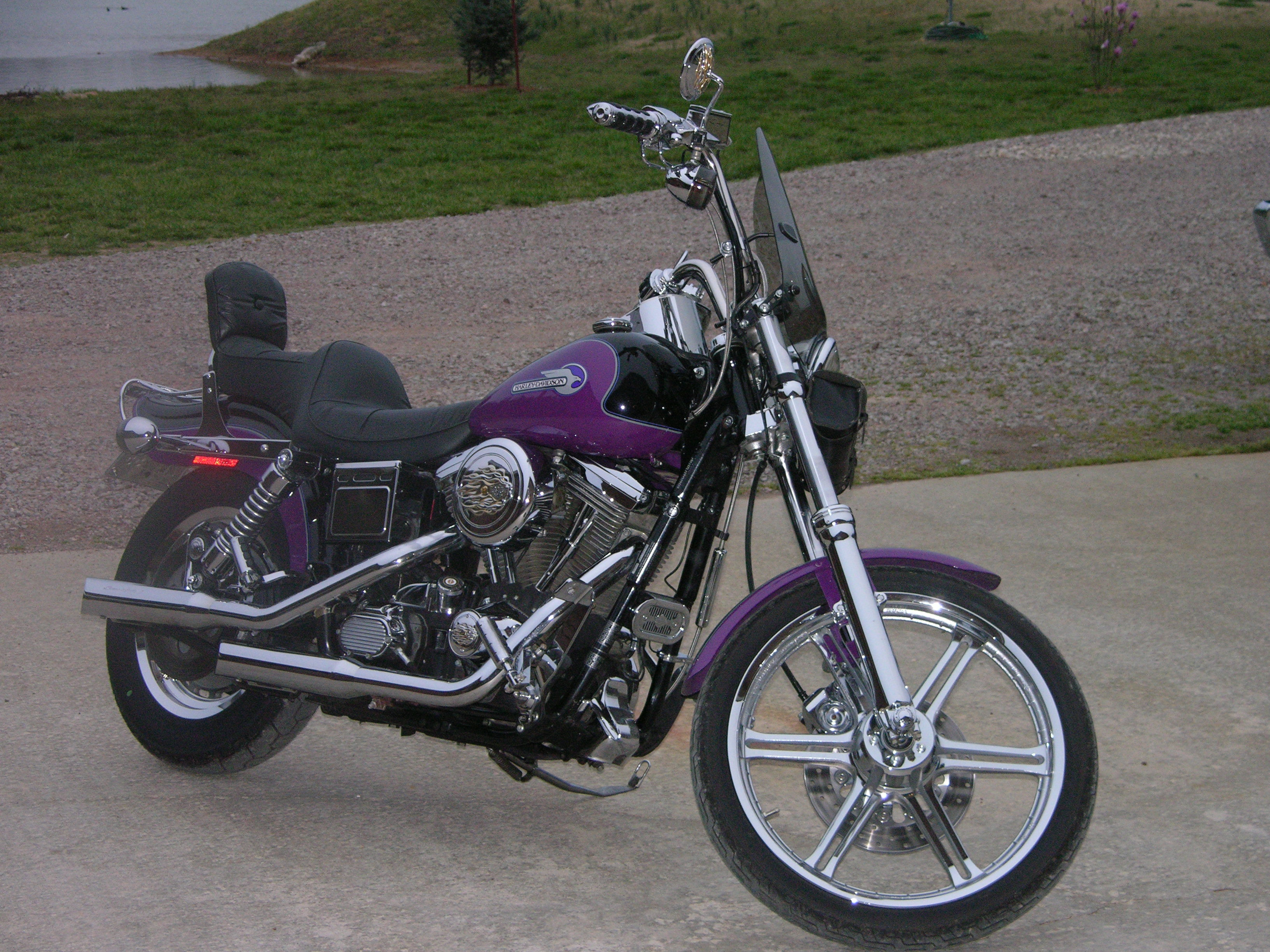
Harley-Davidson Dyna Wide Glide

Семейство мотоциклов Dyna (FXD-серия) — это «входной билет» в мир моторов Big Twin. Это наиболее «классическое» семейство мотоциклов Harley-Davidson, с двумя амортизаторами, расположенными под пассажирским сиденьем, и двигателем, который закреплён на сайлент-блоках, это позволяет водителю ощутить вибрацию двигателя, что очень ценят преданные поклонники марки. С 2018 года компания отказалась от выпуска мотоциклов данной серии, осуществив «слияние» серии Dyna c серией Softail.

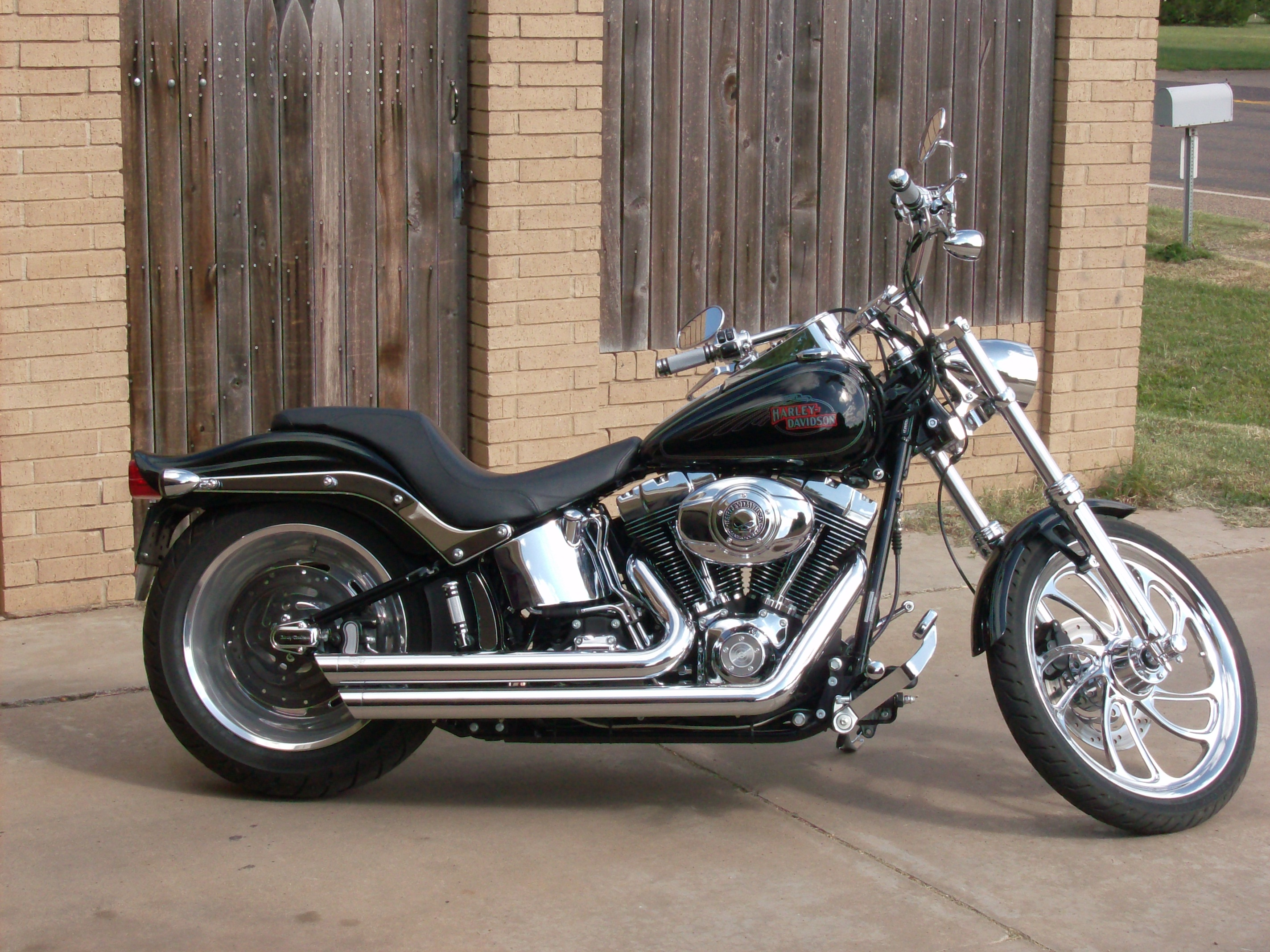
Harley-Davidson Softail

#### Softail
Семейство Softail (FXS-серия) стало ответом компании на моду на «сухую раму». Конструкция «сухой рамы» подразумевала полное удаление задней подвески, а также цельную раму от рулевой колонки до оси заднего колеса (то есть без подвижного маятника). Считается, что мотоциклы без задних амортизаторов выглядят более эстетично.
Конструкторам Harley-Davidson удалось создать конструкцию, имитирующую «сухую раму», спрятав амортизатор под корпусом мотоцикла. В результате на свет появилось семейство Softail, обеспечивающее внешнюю привлекательность «сухой рамы», но при этом сохраняющее все плюсы и комфорт наличия задней подвески.
Вплоть до 1999 года (моторы Showel-Head и Evolution) конструкция рамы предполагала жёсткое крепление вибронагруженного двигателя к раме, что являлось отсылкой к классическим мотоциклам 1940-х годов. Однако данная особенность значительно ограничивала рабочие обороты двигателя, поэтому начиная с 2000 года двигатель Twin-Cam 88B стал комплектоваться балансирным валом.
Сразу после появления модель стала бестселлером и остаётся им и по сей день. С 2018 года, после прекращения выпуска серии Dyna, Softtail стал основным городским мотоциклом линейки Big Twin.

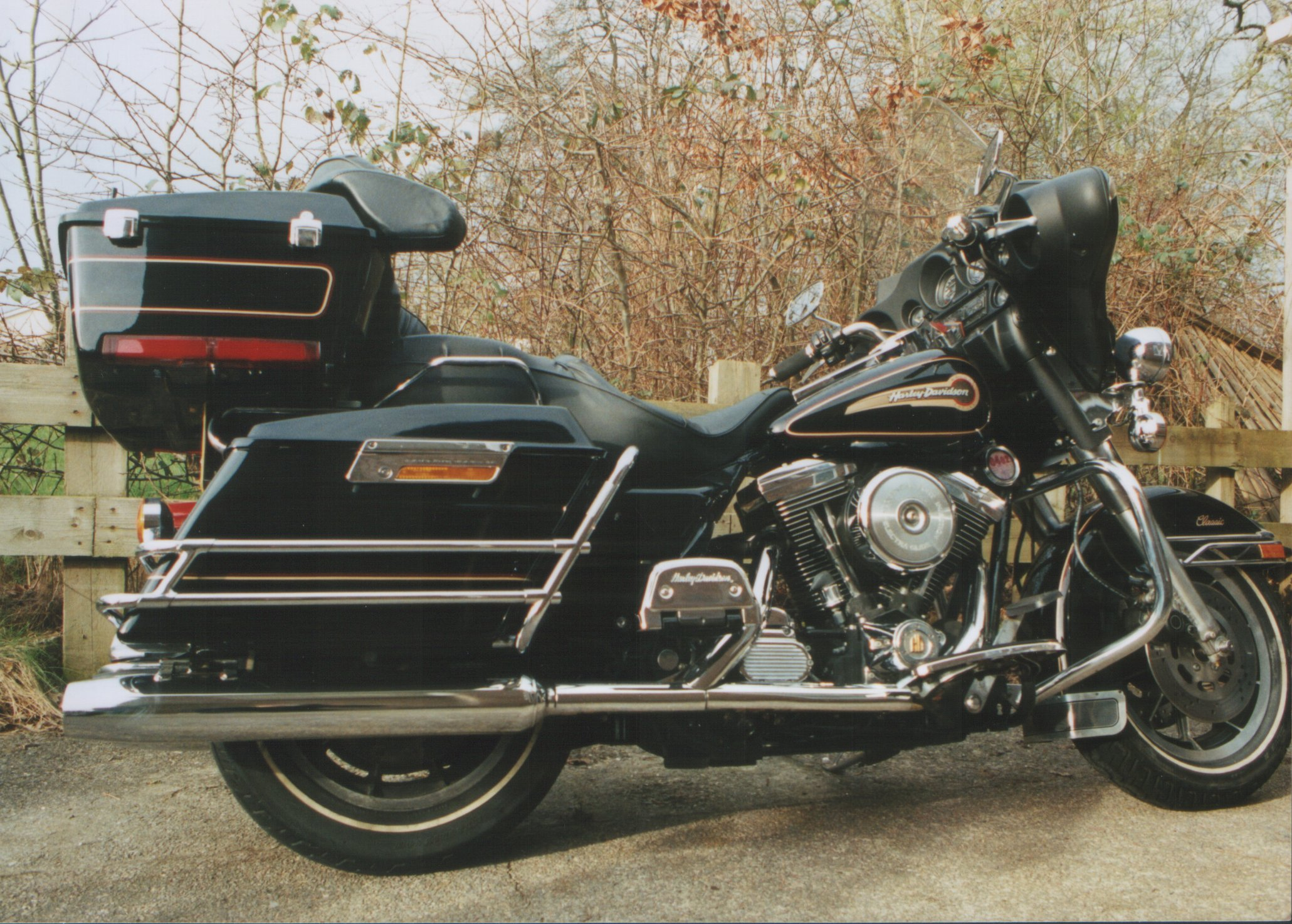
Harley-Davidson Electra Glide Ultra Limited

#### Touring
Семейство Touring (FL-серия) — это линейка тяжёлых круизеров, предназначенных для дальних поездок и мотопутешествий. Ключевыми отличиями являются наличие объёмных багажных кофров, как боковых, так и центрального (для моделей Electra Glide), широкого переднего колеса, широких крыльев — как переднего, так и заднего. Ещё одна характерная особенность этих моделей — развитая ветрозащита, это либо большое ветровое стекло (на модели Road King) или же полноценный передний обтекатель, полностью закрывающий водителя (на остальных моделях).
В 2013 году платформа туристических мотоциклов была радикально обновлена, и получила название проект Rushmore. Мотоциклы на новой платформе стали комфортабельнее и технологичнее. Так впервые классическая модель Harley-Davidson получила комбинированное воздушно-водяное охлаждение, комбинированную систему торможения с автоматическим распределением усилий и многофункциональную развлекательную аудиосистему с навигатором, встроенным интеркомом и голосовым управлением.

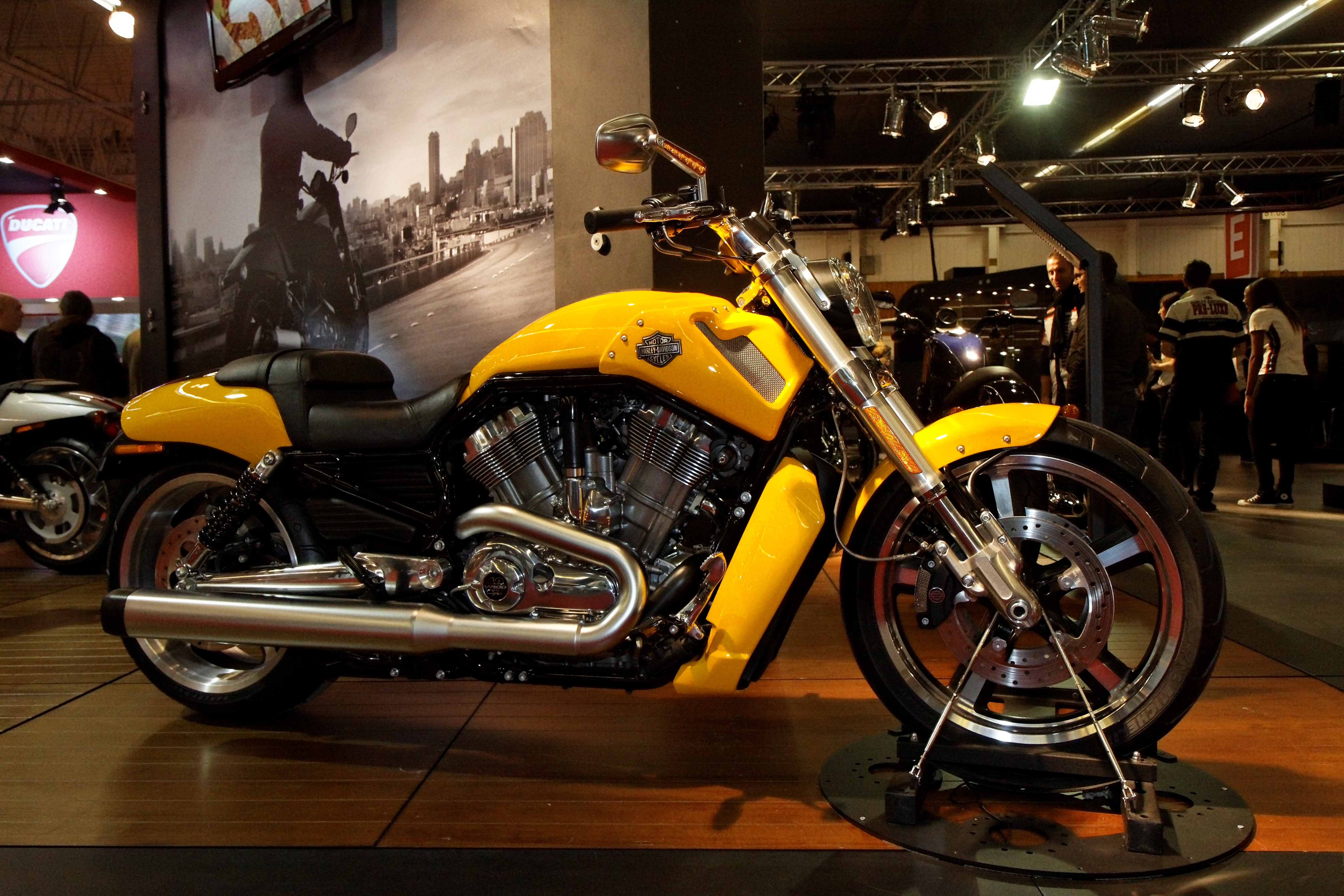
Harley-Davidson V-Rod Muscule

### V-Rod
Семейство V-Rod (VR-серия), пожалуй, самое неординарное семейство мотоциклов в модельной линейке Harley-Davidson. Эта модель появилась в ответ на запросы более молодой аудитории, которая хотела пересесть на Harley-Davidson, но считала дизайн классических мотоциклов неподходящим для своего стиля.
Внешне мотоцикл напоминает круизер Harley-Davidson, однако дизайнеры стилизовали его под спортивный мотоцикл, придав агрессивный и стремительный облик. Модель оборудована спроектированным совместно с инженерами Porsche двигателем Revolution объёмом 1247 см3 с водяным охлаждением, обладающим не только значительным запасом крутящего момента, как и все мотоциклы марки, но и значительной мощностью. Однако, с 2018 года компания прекратила выпуск мотоциклов этой серии.

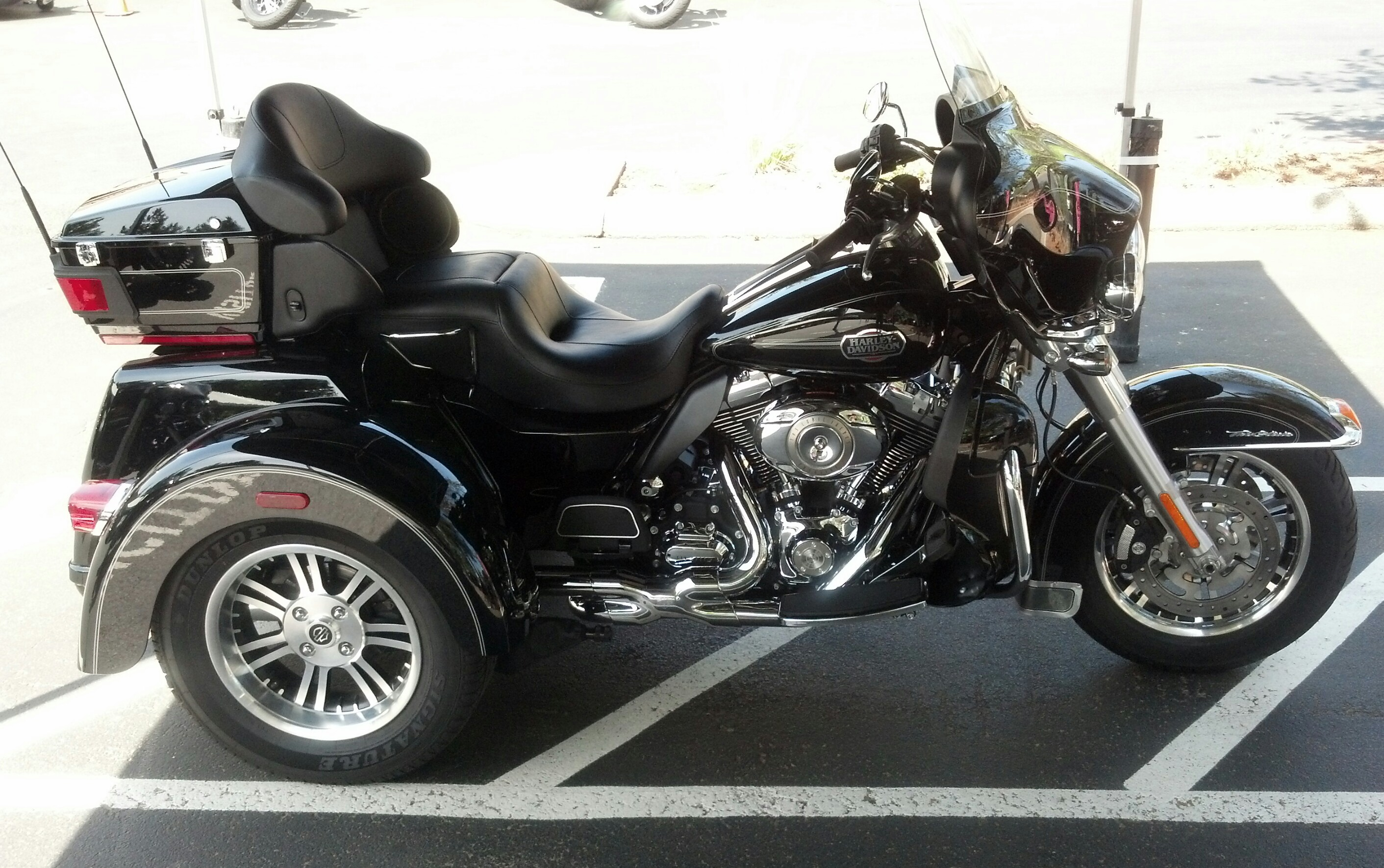
Harley-Davidson Tri-Glide

### Trike
Tri Glide Ultra — заводской трицикл Harley-Davidson. Конструкция трицикла подразумевает сохранение передней части транспортного средства от мотоцикла, задняя часть имеет два колеса, позволяя водителю не беспокоиться о сохранении баланса при маневрировании на малых скоростях. Данный тип транспортного средства обычно служит для дальних путешествий, так как позволяет разместить в задней части трайка большой объём груза в обширном багажнике. Удобное седло, как для водителя, так и для пассажира, позволяет комфортно перемещаться на любые дистанции.
Tri Glude Ultra построен на основе туристической модели Harley-Davidson Electa Glide. Данная модель является заводской разработкой инженеров Harley-Davidson и изначально проектировалась как трайк. Она сохранила все органы управления и расположение двигателя, как в мотоцикле. (В качестве альтернативного варианта существуют методы постройки трайков на базе автомобилей или при использовании наборов запчастей от сторонних производителей, т. н. «китов».)

### CVO
Название семейства CVO расшифровывается как Custom Vehicles Operations — это заводское подразделение Harley-Davidson’а, которое занимается кастомайзингом. То есть настройкой и индивидуализацией мотоциклов. В автомобильной сфере для подобного направления используют термин «тюнинг».
Мотоциклы этого семейства — это заводские кастомы, построенные вручную специалистами кастом-ателье Harley-Davidson. Эти мотоциклы находятся на самом верху модельной линейки марки, они выпускаются ограниченными тиражами, отличаются специально подобранными аксессуарами, уникальными цветовыми схемами и графикой, которая наносится вручную.
Ещё одной отличительной особенностью являются двигатели. Все модели семейства CVO оборудуются V-образным двухцилиндровым двигателем Milwaukee-Eight объёмом 117 куб. дюймов (1,917 л). Этот мотор является самым большим и мощным в гамме двигателей Harley-Davidson и доступен только для моделей CVO.

### KNUCKLEHEAD
Начал производиться в 1936 году. Именно с него началась история мотоциклов с удлинённой рамой и передней вилкой, которые впервые появились в США. Именно на базе Harley Davidson KNUCKLEHEAD начинали делать легендарные чопперы. Knucklehead(в переводе на русский — «костяшка») потому, что его крышки клапанов похожи на кулаки с двумя торчащими костяшками. «Костяшки» это не только уникальный всемирно знаменитый стиль от «Харлей», он был самым быстрым мотоциклом своего времени в Америке. Этот мотоцикл был быстрее любой машины, поэтому его любили исключительно «плохие парни», и сделало его «символом свободы». Без Knucklehead имидж компании «Харлей Дэвидсон» был бы другим.

## Бизнес в России
1 марта 2022 года, после начала конфликта России с Украиной, компания объявила о прекращении бизнеса в России, включая как поставки новых машин, так и запчастей.